# Netnographie
 (mars 2021).
Améliorez-le ou discutez des points à vérifier. 
 (mars 2021).
La netnographie ou méthode netnographique est un terme qui désigne un mode d'étude qualitative. Ce terme est la compression des mots anglais "Network" et "Ethnographie". 
La méthode netnographique consiste à observer les actes communicationnels des membres d’une communauté virtuelle en cherchant à leur donner un sens. Ce type d'étude a essentiellement été utilisé dans un cadre marketing, c'est pourquoi les communautés étudiées sont le plus souvent celles qui ont des modes de consommation communs, mais il pourrait être adapté dans d'autres contextes, notamment les activités de cocréation, la production participative ou encore les activités politiques utilisant le web.

## Définition
Cette méthode est inventée en 1995 par Robert Kozinets dans le cadre de sa thèse de doctorat à l'Université Queen's. Ses travaux ont été publiés dans différents journaux scientifiques (Journal of Marketing, the Journal of Consumer Research, the Journal of Marketing Research, the Journal of Contemporary Ethnography, the Journal of Retailing).
En 2009, Robert Kozinets publie le livre Netnography: Doing Ethnographic Research Online dans lequel il définit la méthode netnographique comme étant « une nouvelle méthode de recherche qualitative qui adapte la méthode ethnographique à l’étude des cultures et des communautés qui émergent grâce aux communications automatisées ».
Les éléments pris en compte dans une étude netnographique sont : 
- les données textuelles ;
- les éléments multimédias ;
- la temporalité des échanges.

Avec l'évolution des usages sur les réseaux sociaux, les études netnographiques se complètent par des analyses d'influence des acteurs impliqués dans l'étude.

## Processus netnographique
C'est un processus en six étapes (Kozinets, 2010) 

1. Définition du sujet de recherche 

2. Identification des communautés cibles 

3. Collecte d'information 

4. Interpretation 

5. Garantir les normes éthiques 

6. Présentation des résultats de la recherche 